# Stattenberg
Stattenberg je naselje v Občini Sveti Urban v Okraju Trg na Koroškem v Avstriji.